# Carles Sierra
Carles Sierra (Barcelona, 1963) és un científic i professor i investigador català, director de l'Institut d'Investigació en Intel·ligència Artificial (IIIA) del Consell Superior d'Investigacions Científiques.
Professor d'Investigació del CSIC i director de l'Institut d'Investigació en Intel·ligència Artificial des del 2019, també és professor adjunt de la Universitat de Tecnologia de Sydney (UTS). Ha treballat prèviament en diferents universitats del Regne Unit i d'Austràlia. La seva recerca se centra actualment en els sistemes intel·ligents distribuïts i en les tecnologies de l'acord.
Ha participat en més de quaranta projectes de recerca finançats per la Unió Europea i diferents governs i ha publicat més de tres-cents articles en revistes i congressos científics. És editor en cap de la revista Journal of Autonomous Agents and Multiagent Systems i membre del comitè editorial de revistes d'intel·ligència artificial.
El 2019 va rebre el Premi de Recerca d'Agents Autònoms ACM/SIGAI.